# White Jazz Records
White Jazz Records var ett svenskt skivbolag som startades i Stockholm av Carl von Schewen på House of Kicks i mitten av 1990-talet. I huvudsak och inledningsvis för att ge ut The Hellacopters debutalbum Supershitty to the Max! 1996.
Efter de massiva framgångar som detta album och detta band gav, så bestämde man sig för att fortsätta genom den inslagna dörren. White Jazz Records skrev sedermera skivkontrakt med bland andra Gluecifer, Powder Monkeys, Yes Men, Maryslim, The Nomads, Dee Rangers, Psychopunch, Satirnine, med flera och gav ut många framgångsrika skivor i genren garagerock och punkrock.
Bolaget gav också ut två samlingsskivor; Swedish Sins '97 (1997) och Swedish Sins '99 (1999), som båda är utmärkta tidsdokument över den svenska rockscenen i slutet av 90-talet.
År 2002 gavs även den stjärnspäckade Ramones-hyllningsskivan The Song Ramones the Same ut. Med artister som Per Gessle, Sahara Hotnights, Sort Sol, D-A-D, The Hellacopters, Sator, Wayne Kramer (MC5), Maryslim, Wilmer X, Backyard Babies, Jesse Malin, Dictators, med flera så rönte den stora framgångar världen över. Kanske inte minst för att Joey Ramone själv hade välsignat projektet och skrivit ett meddelande till skivomslaget: - "To White Jazz - You Rule! Joey Ramone 2000".
Efter några år sålde von Schewen White Jazz-etiketten till MNW (Music Net Work), bröt sig loss och startade sitt nya bolag Wild Kingdom Records. Vissa artister, som till exempel Maryslim, valde då att lämna White Jazz Records, för att skriva nytt kontrakt med Wild Kingdom Records istället.

## Artister
- Dee Rangers
- De Stijl
- The Dictators
- Per Gessle
- Gluecifer
- The Hellacopters
- Hellride
- The Hydromatics
- Maryslim
- The Nomads
- The Powder Monkeys
- Psychopunch
- Ricochets
- Satirnine
- The Turpentines
- The Yes-Men